# Guillem Fuster i Usas
Guillem Roure Fuster i Usas (Barcelona, 1980) és un activista polític, exmembre del consell de govern del Consell per la República i extècnic en projectes lingüístics de la Plataforma per la Llengua. Va ser un dels fundadors de l'Assemblea Nacional Catalana (ANC), en la qual va ser membre del Secretariat Nacional durant els dos primers mandats de Carme Forcadell. Ha col·laborat en premsa escrita a Ordint la trama i El Punt Avui, entre d'altres.